# Дистимия
Дистимията е форма на хронична депресия, която се проявява с липса на енергия, общ негативизъм, чувство на неудовлетворение и безнадеждност. Човек, който страда от дистимия, може да изживее симптомите на общата депресия, които са по-слабо изразени, но обикновено много по-продължителни. Понякога хората с дистимия страдат и от пристъпи на тежка депресия. Състоянието е известно като двойна депресия.

## Варианти на протичане
1. Дистимия с единствени големи депресивни прояви (двойна депресия).
2. Дистимия с повторни големи депресивни прояви (двойна депресия).
3. Дистимия без големи депресивни прояви (чиста дистимия).

## Основни типове

### Соматизирана (катестетическа) дистимия
При соматизираната дистимия са характерни оплакванията за общо лошо самочувствие, сърцебиене, лошо спане с чести събуждания. Сниженото настроение обичайно е слабо изразено, с преобладаване на тревога. По време на по-голямата част от дните в продължение на две години или повече, пациентът проявява депресивно настроени или изглежда депресиран на другите в повечето дни. Когато е депресиран пациентът изявява две или повече от:
- намаление или увеличение на апетита;
- намаляване или увеличаване на съня;
- ниска енергия;
- понижаване на самочувствието;
- проблеми с концентрацията;
- песимизъм.